# The Real McKenzies
The Real McKenzies er et canadisk keltisk punkband, der blev grundlagt i 1992 i Vancouver, British Columbia. De er blandt grundlæggerne af den keltiske punk-bevægelse, selvom det er omkring 10 år efter The Pogues.
Udover at skrive og optræde med original musik, så optræder Real McKenzies med traditionelle skotske sange med en punkrock-arrangement. De har også delt scene med mange andre bands og kunstnere inklusive Rancid, Shane MacGowan, DragStrip Riot, NOFX, Flogging Molly, Xcrosscheckx, The Misfits, Metallica og Voodoo Glow Skulls.
I begyndelsen af 2015 udkom en biografi om bandet skrevet med titlen Under the Kilt: The Real McKenzies Exposed af Chris Walter.

## Medlemmer
| Nuværende medlemmer - Paul McKenzie – vokal (1992–nu) - Aspy Luison – sækkepibe (2012–nu) - Jono Jak – guitar (2015–nu) - Troy Zak - bas (2012–nu) Tidligere medlemmer - Dan Garrison - guitar (2015-2018) - Dan Stenning - trommer (2016-2018) - Andrew Pederson - guitar (2017-2018) - Tony Walker (Tony Baloney) – guitar, lejlighedsvis bas (1992–1999) - Rob Esch – trommer (1992–1995) - Aaron Chapman – bas (1992), tinwhistle (1992–1994, 1994–1997) - Rich Priske (Angus MacFuzzybutt) – bas (1992–1995, 1996–1998) (død) - Nathan Roberts – sækkepibe (1993) - Alan "Raven" MacLeod – bagpipes, guitar (1993–1995, 1996–1998, 2008) - Kurt Robertson (Dirty Kurt) – guitar, lejlighedsvis bas (1993–2005, 2007–2013) - Anthony Creery (Farkie) – bas (1995–1996) - James Brander (JT Massacre) – trommer (1995–1996) - Jamie Fawkes – bas (1996, 1998–2004) - Brien O'Brien – trommer (1996–1998) - Mike MacDonald – sækkepibe (occasionally from 1997–1998) - Glenn Kruger – trommer (1998–2000) - Bradford Lambert – trommer (2000–2003, 2004–2005) - Stuart MacNeil – sækkepibe (1998–1999) | - Anthony Kerr – sækkepibe (1999–2000) - Mark "Bone" Boland – guitar (1999–2015) - Matt Hawley (Matt MacNasty) – sækkepibe (2000–2012, lejlighedsvis fra 2012–2017) - Eddie Big Beers – trommer (2003) - Ike Eidness – trommer (2003–2004) - Ken Fleming – bas (2004–2005) - Sean Sellers – trommer (2005–2012) - Joe Raposo – bas (2005–2009) - Dave Gregg – guitar (2005–2010) - Karl Alvarez – bas (2007, 2009–2010) - Justin "Gwomper" Burdick – bas (2010–2011, 2012) - Brent Johnson – bas (2011), guitar (2011–2013) - Gord Taylor – sækkepibe (2010–2012, lejlighedsvis fra 2012–2017) - Jesse Pinner – trommer (2012–2016) - Mario Nieva – guitar (2013–2015) Tidligere gæstemedlemmer - Glenn Murray – bas (1993) - Jay Bentley – bas (1997) - Dave Afflick – trommer (2005) - George McWhinnie – bas (2005) - Boz Rivera – trommer (2007, 2009, 2010) - Randy Steffes – guitar, banjo (2009, 2012) - Maggie Schmied – violin (2009) - Robbie "Steed" Davidson – guitar (2010) |

Tidslinje

## Diskografi

### Studiealbums
- Real McKenzies, 1995
- Clash of the Tartans, 1998
- Fat Club 7", 2000
- Loch'd and Loaded, 2001
- Pissed Tae Th' Gills, 2002
- Oot & Aboot, 2003
- 10,000 Shots, 2005
- Off the Leash, 2008
- Shine Not Burn, 2010
- Westwinds, 2012
- Rats in the Burlap, 2015
- Two Devils Will Talk, 2017
- Beer and Loathing, 2020[4]

### Filmografi
- Pissed Tae Th' Gills, 2002

### Opsamlingsalbum
- Short Music for Short People, 1999
- Alpha Motherfuckers - A Tribute To Turbonegro, 2001
- Agropop Now, 2003
- "Floyd:..And Out Come The Teeth" A free Fat Wreck Chords compilation CD handed out at the Fat tent on the 2001 Warped Tour
- SHOT SPOTS-Trooper Tribute. On Visionary Records.
- Live From Europe, Deconstruction Tour 2003. DVD

### Musikvideoer
- "Mainland" (1998)
- "Drink Some More" (2008)
- "Chip" (Live) (2008)
- "The Maple Trees Remember" (2009)
- "Culling the Herd" (2011)
- "My Luck Is So Bad" (2012)
- "Catch Me" (2015)
- "Stephen's Green" (2015)
- "Yes" (2015)
- "Due West" (2017)
- "Seafarers" (2017)
- "One Day" (2018)